# KベールスホットVA
KベールスホットVA（オランダ語: Koninklijke Beerschot Voetbalclub Antwerpen）は、ベルギー・アントウェルペン州・アントウェルペン南部を本拠地としているサッカークラブである。2023-24シーズンはファースト・ディビジョンB（2部）に在籍している。ベルギーサッカー協会では二代前の前身クラブKベールスホットVACから引き継いだ協会番号13が割り当てられており、系譜上は古参クラブとなる。2013年の時点ではこのクラブはKFCOウィルライクと名乗るアマチュアのクラブだったが、同地域にあったプロクラブのKベールスホットACが2013年夏に財政上の問題から解散したこと受けて、KFCOウィルライクを経営上の母体として吸収合併しつつ、クラブアイデンティティをベールスホットのものに衣替えすることになった。すなわち、クラブ名をベールスホットに改め、クラブカラーを紫と白に替え、本拠地をオリンピスフ・スタディオンに移転した。

## 歴史

### KFCウィルライク時代
クラブは1921年にフットボールクラブ・ウィルライクとして設立され、ベルギーサッカー協会に加盟した。1926年に全国リーグが3部制になると、ウィルライクは行ったり来たりを繰り返し、1926年、1931年、1935年に昇格した。1937年には3部優勝を果たし、2部へと昇格した。その後は1939年に3部へ降格、さらに1949年には地域リーグまで降格し、その後半世紀ほど地域リーグのクラブとなった。
1993年には、近隣のオリンピア・ウィルライク72と合併し、KFCオリンピア・ウィルライク（KFCOウィルライク）となった。オリンピア・ウィルライク72は1972年に設立された協会番号7727のクラブで、合併後はKFCウィルライクの協会番号155で継続となった。
1994年には、全国4部リーグに昇格し、45年ぶりの全国リーグ進出を果たした。1995-96シーズンには首位とわずか勝ち点2差の3位となった。その8年後には下から3番目の順位に甘んじ降格し、そこから数年は昇格降格を繰り返した。

### FCOベールスホット・ウィルライク時代
2013年にKベールスホットACが倒産した後、KFCOウィルライクは自らを経営母体として吸収合併しつつ、クラブ名やチームカラーはベールスホットのものとして衣替えすることになった。合併時に両クラブの名前とエンブレムは併記式となり、本来のチームカラーはアウェイのユニフォームに残された。しかし、ベルギーサッカー協会は、クラブ名の変更に伴い、「Koninklijke」（英語の「ロイヤル」やスペイン語の「レアル」相当）の冠を使用する資格がないと判断した。このため、この時代はクラブ名から「K」が取れたFCOベールスホット・ウィルライクとなった。クラブは「Koninklijke」の地位を取り戻す申請を行い、2017年6月に成功した。
クラブは吸収合併を行った後、瞬く間に成功を収めた。2013-1014シーズンは5部相当の地域リーグ1部所属ながら、シーズン開幕戦には8500人のサポーターが入場し、当時のベルギーの地域リーグの最高観客数を記録した。2014年2月15日ちは8982人、3月22日の優勝を決める試合には約12000人が入り記録を自ら更新した。
1部リーグ並みの観客数を安全に収容するため、かつて倒産したKベールスホットACの本拠地であったオリンピスフ・スタディオンに本拠地を移転した。クラブは合併後初年度の地域リーグのホーム試合で平均7000人の入場者数を記録したほか、アウェイ試合でも1500人以上のサポーターを送り込み、友好的な雰囲気もあって歓迎された。地域リーグ中の小さな町村のクラブのスタジアムでは観客を収容しきれないため、対戦相手はしばしば本拠地とは別の大きなスタジアムで試合を開催した。
2014-15シーズンには全国リーグである4部に昇格し、昇格初年度に2位に大差を付けて優勝して3部に昇格した。2015–16年シーズンには昇格初年度の3部でも優勝を果たしたが、シーズンオフにリーグの制度改革があり（事実上の）3部に残留となった。2016-2017シーズンは、新しい「アマチュア全国リーグ1部」の最初のチャンピオンとなり、2部であるプロキシマス・リーグへ昇格した。
2018年2月、シェフィールド・ユナイテッドFCのオーナーであるサウジアラビアのアブドラ・ビン・ムサアド・ビン・アブドゥルアズィズ・アル・サウード王子は、ベルギーの建設会社DCAと共にベールスホットへ投資することを発表した。

### KベールスホットVA時代
2019年、クラブはウィルライクの名前を外してベールスホット単独となり、クラブのロゴも過去のベールスホットに準じたものに変更された。
2020–21シーズンにはクラブは1部ジュピラー・プロ・リーグに昇格を果たした。

## 過去の成績
| シーズン | リーグ戦     | リーグ戦 | リーグ戦 | リーグ戦 | リーグ戦 | リーグ戦 | リーグ戦 | リーグ戦 | リーグ戦 | プレーオフ | ベルギーカップ |
| シーズン | ディビジョン | 試       | 勝       | 分       | 敗       | 得       | 失       | 点       | 順位     | プレーオフ | ベルギーカップ |
| -------- | ------------ | -------- | -------- | -------- | -------- | -------- | -------- | -------- | -------- | ---------- | -------------- |
| 2020-21  | JPL          | 34       | 14       | 5        | 15       | 58       | 64       | 47       | 9位      |            | ベスト16敗退   |
| 2021-22  | JPL          | 34       | 4        | 4        | 26       | 33       | 76       | 16       | 18位     |            | ベスト16敗退   |
| 2022-23  | CPL          | 22       | 12       | 2        | 8        | 33       | 28       | 38       | 3位      | 3位        | ベスト32敗退   |
| 2023-24  | CPL          | 30       | 17       | 5        | 8        | 46       | 29       | 56       | 1位      | -          | ベスト32敗退   |
| 2024-25  | JPL          |          |          |          |          |          |          |          |          |            |                |

## 現所属メンバー
2024年8月23日 現在
注：選手の国籍表記はFIFAの定めた代表資格ルールに基づく。
| No. | Pos. |                  | 選手名                      |
| --- | ---- | ---------------- | --------------------------- |
| 3   | DF   | ベルギー         | エルヴェ・マティス          |
| 4   | DF   | オランダ         | ブライアン・プラット        |
| 6   | DF   | マリ共和国       | チーク・ティアム ()         |
| 7   | FW   | ベルギー         | トム・レイナーズ            |
| 8   | MF   | スコットランド   | ユアン・ヘンダーソン        |
| 9   | FW   | リベリア         | アユバ・コシア ()           |
| 10  | FW   | ベルギー         | ティボー・ヴェルリンデン () |
| 18  | MF   | ベルギー         | ライアン・サヌシ ()         |
| 26  | DF   | ベルギー         | デリック・ツィマンガ ()     |
| 27  | FW   | コートジボワール | チャーリー・ケイタ ()       |
| 28  | DF   | ブルンジ         | マルコ・ウェイマンズ ()     |

| No. | Pos. |                           | 選手名                                |
| --- | ---- | ------------------------- | ------------------------------------- |
| 30  | MF   | オランダ                  | ディーン・ハイベルツ                  |
| 32  | FW   | イングランド              | ディマージオ・ライト＝フィリップス () |
| 33  | GK   | ベルギー                  | ニック・シントン                      |
| 42  | DF   | キュラソー (オランダ王国) | アルジャニ・マルタ ()                 |
| 47  | MF   | ベルギー                  | ヴェラト・カグロ                      |
| 51  | MF   | ベルギー                  | キアノ・デ・ストベレール              |
| 55  | DF   | フランス                  | フェリックス・エンゾアンゴ ()         |
| 66  | DF   | ギリシャ                  | アポストロス・コンスタントプーロス    |
| 70  | FW   | ベルギー                  | アーロン・オセイ・ボンス ()           |
| 71  | GK   | クロアチア                | ダヴォル・マティアシュ                |
| 75  | DF   | カメルーン                | シミオン・ミチェス ()                 |

### ローン移籍選手
in
注：選手の国籍表記はFIFAの定めた代表資格ルールに基づく。
| No. | Pos. |  | 選手名 |
| --- | ---- |  | ------ |

out
注：選手の国籍表記はFIFAの定めた代表資格ルールに基づく。
| No. | Pos. |          | 選手名                                              |
| --- | ---- | -------- | --------------------------------------------------- |
| --  | MF   | ベルギー | アクセル・ファン・ヒンベック (ヘルモント・スポルト) |

## 歴代監督
| 年        | 名前                       |
| --------- | -------------------------- |
| 2021-2022 | ハビエル・トレンテ         |
| 2022-2023 | アンドレアス・ヴィーラント |
| 2023-     | ディルク・カイト           |